# Acrobunch
Acrobunch (яп. 魔境伝説アクロバンチ Макё: Дэнсэцу Акуробанти, букв. "Акробанч: Леганда страны демонов") — аниме-сериал, выпущенный в 1982 году и состоящий из 24 серий. Известен также под названиями: Demon Region Legendary Acrobunch, Demon Regions Legend Acrobunch, Ruins Legend Acrobunch, Acrobanch.

## Сюжет
Ученый Тацуя Рандо и его семья путешествуют по всему миру, ища древние руины, чтобы раскрыть тайну легенды Кецалькоатля. В легенде рассказывается, как отыскать древние сокровища. Однако злодейская организация Гопурин также хочет заполучить эти сокровища для своих коварных целей. У семьи Рандо есть секретное оружие — супер-робот Акробанч. Гонка за сокровищами между Рандо и Гопурин начинается.

## Создание
Во времена создания сериала в Голливуде был всплеск популярности на фильмы про приключения и археологические раскопки. Аниме получило широкую известность на территории США и Японии. Робот Акробанч состоит из 5-ти отдельных частей. Мотоциклы образуют руки, гоночные машины — ноги, а самолёт — тело.

## Создатели
- Создатель: Кёро Икэова
- Сценарист: Ю Ямамото
- Режиссёры: Масакадзу Ясумура, Такаси Куока, Ёсинори Нацуки.
- Художник: Тосикадзу Ямагуси
- Дизайн персонажей: Муцуми Иномата, Сигэнори Кагэяма
- Музыка: Масахиро Маруяма
- Исполнители: Юкио Ямагата, Исао Таира

## Персонажи
| Имя          | Сэйю             |
| ------------ | ---------------- |
| Тацуя Рандо  | Хидеэкацу Сибата |
| Рэйка Рандо  |                  |
| Рё Рандо     | Акио Нодзима     |
| Мики Рандо   | Хидэюки Танака   |
| Хиро Рандо   | Норио Вакамото   |
| Дзюн Рандо   | Сигэру Накахара  |
| Король Дерос |                  |

## Продажа
В Америке сериал был выпущен под названием «Acrobunch Kyoui Gatti 5 DX» / «Acrobunch Wonder Combo 5 DX» Так же были выпущены многочисленные фигурки с роботом, пистолетами, мечами, а также канцелярские товары, наклейки. Игрушки с Акробанчем выходили под названием «Пентабот» вероятно из-за долгого отсутствия лицензирования аниме за пределами Японии.